# Jiljov
Jiljov je romantická zřícenina letohrádku, jejíž zbytky stojí jeden kilometr východně od městysu Holany v jihozápadní části okresu Česká Lípa. Postavena byla v první polovině devatenáctého století jako součást krajinných úprav v okolí zahrádeckého zámku. Od roku 1965 je chráněna jako kulturní památka.

## Historie

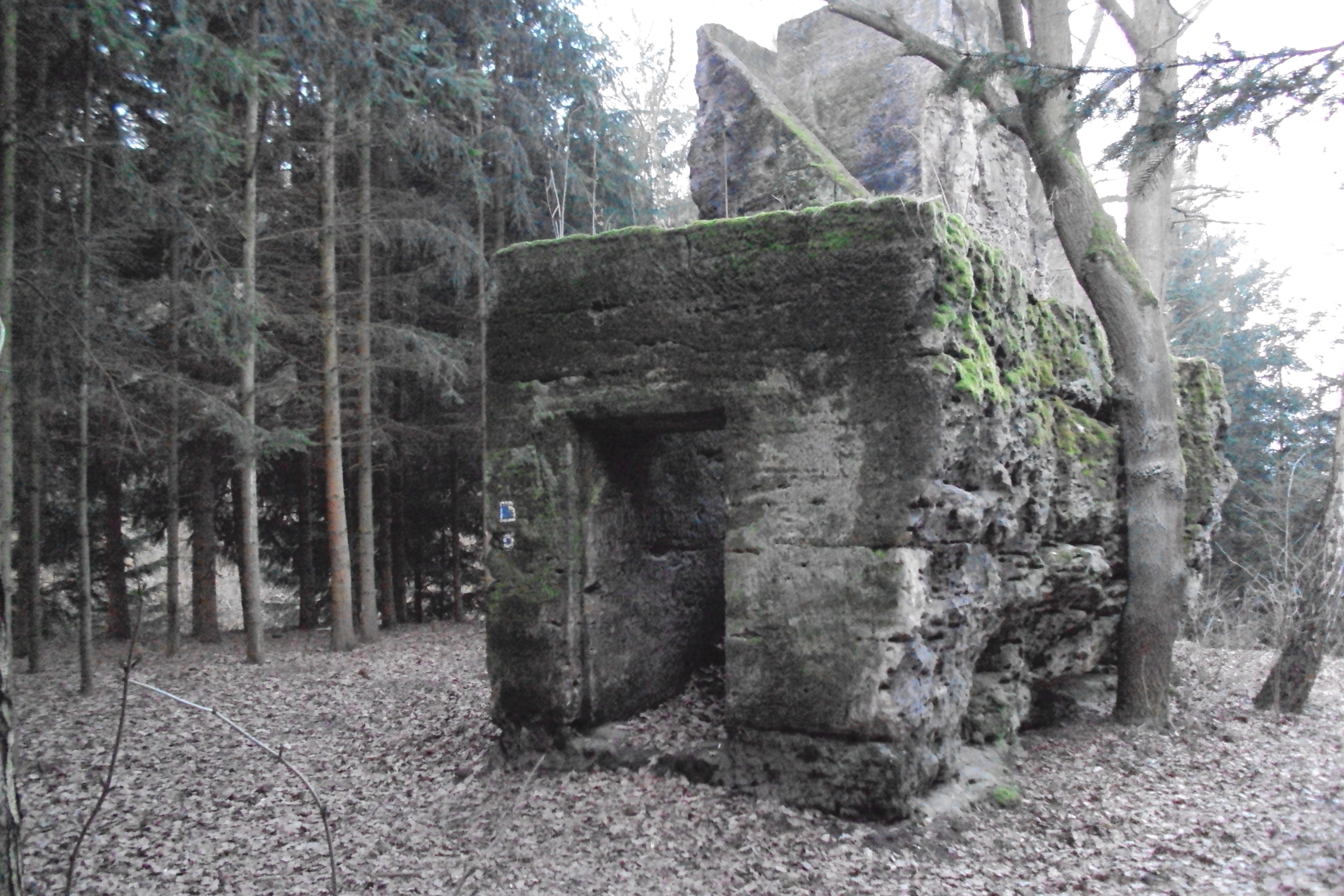
Celkový pohled na upravenou skálu

Lokalita bývá označována jako tvrz. S panským sídlem ji spojil August Sedláček. Podle rozboru písemných pramenů a výsledků archeologického výzkumu z roku 1970 však zdejší úpravy reliéfu proběhly až v devatenáctém století. Jejich iniciátorem byl po roce 1820 Vincenc Karel Kounic, kterému patřil zámek v Zahrádkách.

## Stavební podoba
Místo s romanticky upravenou skálou má oválný půdorys. Oblopuje je příkop široký 15–32 metrů. Na okraji ostrůvku vymezeném příkopem bylo archeologickým výzkumem odkryto zdivo z pískovcových kamenů spojovaných hlínou, které mělo charakter opěrné zdi.

## Přístup
Na místo vede odbočka z modře značené turistické trasy z Holan do Zahrádek.